# 路易-菲利普橋
路易-菲利普橋（法語：Pont Louis-Philippe)是位於法國巴黎塞納河上的一座橋樑。路易-菲利普橋開工於1833年，竣工於1834年。後因車流量增加而重建。現在的橋樑竣工於1862年。

## 外部連結
- （法文） Mairie de Paris （页面存档备份，存于）
- （法文） Structurae Archive.today的存檔，存档日期2012-12-11